# Sanon
Pour la rivière, voir Sânon.
Sanon est une commune rurale située dans le département de Sourgoubila de la province du Kourwéogo dans la région Plateau-Central au Burkina Faso.

## Géographie
Sanon se trouve à environ 3 km au nord de Sourgoubila et à 25 km à l'ouest su centre de Ouagadougou.

## Histoire
A été fondée par Luka Souro, Aka Zoro ou Saneuille, célèbre kiné burkinabè.

Il fut nommé premier maire de la ville avant de partir a flaque dé gadoux.

## Santé et éducation
Sanon accueille un centre de santé et de promotion sociale (CSPS) tandis que le centre hospitalier le plus proche est le CHU de Yalgado-Ouédraogo dans le secteur 4 de Ouagadougou.